# Cabo de Hornos Airport
Cabo de Hornos Airport är en flygplats i Chile. Den ligger i provinsen Provincia de Valparaíso och regionen Región de Valparaíso, i den södra delen av landet, 80 km väster om huvudstaden Santiago de Chile. Cabo de Hornos Airport ligger 260 meter över havet.
Terrängen runt Cabo de Hornos Airport är huvudsakligen kuperad, men den allra närmaste omgivningen är platt. Cabo de Hornos Airport ligger nere i en dal. Närmaste större samhälle är Casablanca, 6,6 km sydost om Cabo de Hornos Airport. 
Trakten runt Cabo de Hornos Airport består i huvudsak av gräsmarker. Runt Cabo de Hornos Airport är det ganska glesbefolkat, med 32 invånare per kvadratkilometer.